# Ендрю Флетчер
Е́ндрю Джон Ле́онард  Фле́тчер (англ. Andrew John Leonard Fletcher; також українська транскрипція Енді Флечер; 8 липня 1961, Ноттінгем, Велика Британія — 26 травня 2022, Лондон, Велика Британія ) — англійський музикант, співзасновник та член англійського синті-поп гурту Depeche Mode.

## Кар'єра

### Depeche Mode
Флетчер на початку своєї музичної кар'єри грав на басі у групі з Вінсом Кларком, але згодом перейшов на синтезатори у групі Composition of Sound серед Кларка та Мартіна Ґора. У 1980 році троє музик сформували Depeche Mode, вокалістом якої став Дейв Гаан.
Питання про роль Енді Флетчера у групі завжди бентежила фанатів Depeche Mode. Він стверджував, що у ній він грає на бас-гітарі та програмує синтезатори. Під час живих виступів можна побачити, що він грає на клавішних. Через те, що група ніколи не наймала на роботу постійного менеджера, Флетчер часто присвячував себе цій роботі. Останнім часом він також брав на себе роль офіційного доповідача про діяльність Depeche Mode пресі. В одній з сцен фільму «101» Флетчер змальовує роль кожного члена групи наступним чином: «Мартін — автор пісень, Алан вправний музикант, Дейв вокаліст, а я сиджу без діла».

### Популярність
Флетчера часто дражнять ЗМІ та фанати через те, що він нібито не бере участі у створенні пісень. За словами продюсера альбому Playing the Angel Бена Хіллера, він грав на бас-гітарі у пісні A Pain That I'm Used To та в The Sinner in Me.
Незважаючи на критику, Флетчер вважається інтегральною частиною сучасного Depeche Mode, граючи певні акорди на синтезаторах під час живих виступів, під час того як Пітер Гордіно, який замінив у 1995 році Алана Вайлдера, грає складніші аранжування. Його внесок у музику Depeche Mode обмежується пропонуванням незначних ідей до пісень, написаних Ґором та Гааном.

### Творчість поза гуртом
З біографії Depeche Mode відомо, що Енді Флетчер 1984 року записав сольник під назвою Toast Hawaii, назва якого походить від його улюбленої страви у студійній їдальні. Всі пісні на альбомі є каверами. До альбому також були причетні Алан Вайлдер та Мартін Ґор на фортепіано. Проєкт вважався відступом від серйозної студійної роботи. Коли Ґор та Уайлдер презентували альбом директору Mute Records, яким тоді був Деніел Міллер, з проханням видати його. Йому ця робота не сподобалась. Записи альбому дуже рідкісні, тому скоріше всього альбом не вийде ніколи. Голос Флетчера часто піддавався критиці, також він є єдиним з членів гурту Depeche Mode, який у ньому не співає. Хоча його спів можна побачити під час живих виступів, голос його чути рідко.
У 2002 Енді Флечер започаткував свій власний музичний лейбл Toast Hawaii та підписав угоду з групою Client. Проте ця група більше не пов'язана з лейблом, що означає, що він зараз бездіяльний.
Також Флетчер успішний ді-джей. Спочатку більшість його діджейських виступів сталася під час туру з Client, але згодом він став грати сам на фестивалях і клубах у Європі та Південній Америці. В липні 2011 було анонсовано через сайт Depeche Mode, що Флетчер виступить у Румунії, Білорусі, Австралії, Індонезії, Філіппінах, а також Україні. Було зазначено, що він обрав ті країни, у яких Depeche Mode була рідко.

## Особисте життя
Флетчер одружений з Ґроуні Маллан вже 17 років і має двох дітей — це Меган і Джо. Має сестер Сюзан і Керен, а також брата Саймона.

## Смерть
Енді Флетчер помер 26 травня 2022 року, у віці 60 років.